# Eddy Maillet
Eddy Maillet este un arbitru de fotbal din Seychellois.Nacut pe data de 19.10.1967 in orasul Victoria.El si-a facut debutul ca arbitru oficial FIFA in anul 2001.
A fost ales ca arbitru pentru Cupa Africană a Națiunilor din 2004 în Tunisia, Cupa Africană a Națiunilor din 2006 în Egipt, Cupa AFC Asiatică 2007, Cupa Africană a Națiunilor din Ghana 2008, Cupa Confederațiilor FIFA din 2009 în Africa de Sud și pentru Cupa Mondială de la FIFA 2010 [1] Primul său joc de arbitru în Cupa Mondială 2010 a fost în meciul de deschidere din Honduras v Chile, pe 16 iunie 2010.